# Saint-Philbert-sur-Risle
Saint-Philbert-sur-Risle és un municipi francès situat al departament de l'Eure i a la regió de Normandia. L'any 2007 tenia 792 habitants.

## Demografia

### Població
El 2007 la població de fet de Saint-Philbert-sur-Risle era de 792 persones. Hi havia 316 famílies de les quals 72 eren unipersonals (36 homes vivint sols i 36 dones vivint soles), 124 parelles sense fills, 108 parelles amb fills i 12 famílies monoparentals amb fills.
La població ha evolucionat segons el següent gràfic:
Habitants censats

### Habitatges
El 2007 hi havia 399 habitatges, 313 eren l'habitatge principal de la família, 69 eren segones residències i 17 estaven desocupats. 390 eren cases i 5 eren apartaments. Dels 313 habitatges principals, 239 estaven ocupats pels seus propietaris, 68 estaven llogats i ocupats pels llogaters i 6 estaven cedits a títol gratuït; 4 tenien dues cambres, 45 en tenien tres, 108 en tenien quatre i 156 en tenien cinc o més. 227 habitatges disposaven pel capbaix d'una plaça de pàrquing. A 140 habitatges hi havia un automòbil i a 139 n'hi havia dos o més.

### Piràmide de població
La piràmide de població per edats i sexe el 2009 era:
| Homes | Edats   | Dones |
| ----- | ------- | ----- |
| 0     | 95 o +  | 4     |
| 0     | 90 a 94 | 4     |
| 0     | 85 a 89 | 4     |
| 0     | 80 a 84 | 8     |
| 20    | 75 a 79 | 12    |
| 16    | 70 a 74 | 28    |
| 36    | 65 a 69 | 28    |
| 12    | 60 a 64 | 36    |
| 12    | 55 a 59 | 20    |
| 24    | 50 a 54 | 16    |
| 28    | 45 a 49 | 28    |
| 20    | 40 a 44 | 24    |
| 20    | 35 a 39 | 32    |
| 32    | 30 a 34 | 24    |
| 20    | 25 a 29 | 24    |
| 20    | 20 a 24 | 36    |
| 24    | 15 a 19 | 16    |
| 12    | 10 a 14 | 44    |
| 8     | 5 a 9   | 36    |
| 20    | 0 a 4   | 24    |

## Economia
El 2007 la població en edat de treballar era de 486 persones, 335 eren actives i 151 eren inactives. De les 335 persones actives 294 estaven ocupades (170 homes i 124 dones) i 41 estaven aturades (20 homes i 21 dones). De les 151 persones inactives 52 estaven jubilades, 44 estaven estudiant i 55 estaven classificades com a «altres inactius».

### Ingressos
El 2009 a Saint-Philbert-sur-Risle hi havia 307 unitats fiscals que integraven 771,5 persones, la mediana anual d'ingressos fiscals per persona era de 16.851 €.

### Activitats econòmiques
Dels 34 establiments que hi havia el 2007, 1 era d'una empresa extractiva, 1 d'una empresa alimentària, 6 d'empreses de fabricació d'altres productes industrials, 8 d'empreses de construcció, 5 d'empreses de comerç i reparació d'automòbils, 1 d'una empresa de transport, 1 d'una empresa d'hostatgeria i restauració, 1 d'una empresa d'informació i comunicació, 5 d'empreses de serveis, 4 d'entitats de l'administració pública i 1 d'una empresa classificada com a «altres activitats de serveis».
Dels 8 establiments de servei als particulars que hi havia el 2009, 2 eren tallers de reparació d'automòbils i de material agrícola, 1 autoescola, 1 paleta, 1 guixaire pintor, 2 lampisteries i 1 empresa de construcció.
Dels 2 establiments comercials que hi havia el 2009, 1 era un hipermercat i 1 una botiga de material de revestiment de parets i terra.
L'any 2000 a Saint-Philbert-sur-Risle hi havia 30 explotacions agrícoles que ocupaven un total de 360 hectàrees.

## Equipaments sanitaris i escolars
El 2009 hi havia una escola elemental.

## Poblacions més properes
El següent diagrama mostra les poblacions més properes.